# Валентина Николић
Валентина Николић (Лозница, 26. октобар 2005) познатија као само Valentinna, српска је певачица.

## Биографија
Први пут се појавил на аудицији за такмичење IDJ Show 2023. године са обрадом Анђелинине песме Сијам. Пласирала се у топ 12 такмичара и добија прилику да сними песму и спот. Ментор јој је Дарко Димитров. Током такмичења, Николићева се издвојила обрадом песме Тако ми имена и дуетом са Лорес, обрада престиже популарност оригинала, постаје вирална и проводи време на трендинг листама на Јутјубу, њихов наступ најгледанији је у прве две сезоне. Прву песму Пиране компонује Димитров, а пише Корона.

## Дискографија

### Синглови
- Пиране (2023)
- Паника (2024)
- Тамбуре са Лорес (2024)
- БВС са Цвијом, Растом и Линком (2024)

#### Обраде
- Гад (2023)
- Егоманија x Брз је град x VVS (2023)
- Аурора са Зоном (2023)
- x Ширина са Саром Зинаић (2023)
- Брзи прсти (2023)
- Тако ми имена са Лорес (2023)
- Другови са Стефаном Ефремовим (2024)